# プロミシング・ヤング・ウーマン
『プロミシング・ヤング・ウーマン』（Promising Young Woman）は2020年のアメリカ合衆国のスリラー映画。監督はエメラルド・フェネル監督の長編デビュー作で、出演はキャリー・マリガンとボー・バーナムなど。世の中のゲスな男たちに鉄槌を下す「復讐の天使」となった女性を描いている。

## ストーリー
カサンドラ・トーマス（キャシー）は極めて優秀な女性で、誰もが彼女には輝かしい未来が待っていると確信していた。ところが、医学部在籍中、親友のニーナが同級生のアルにレイプされるという事件が発生した。ニーナは周囲に被害を訴えたものの、誰からも信じてもらえなかったことに絶望し、自殺してしまった。この出来事にショックを受けたキャシーは医学部を中退し、それ以来、近所の喫茶店でバリスタとして働いていた。彼女には学生時代の明るさや覇気は最早なく、両親の元で毎日を無為に過ごしているかに見えた。
しかし、キャシーの夜の顔は昼のそれとは全く違うものだった。夜になるや、キャシーは復讐の鬼へと変貌し、女性を性欲のはけ口としか思わない男たちに制裁を加えていった。そんなある日、キャシーはかつての同級生（ライアン）と期せずして再会した。これをきっかけに、キャシーは忌まわしき過去を清算する覚悟を決めた。

## キャスト
※括弧内はNetflixにて配信された日本語吹替。
- カサンドラ・トーマス（キャシー）: キャリー・マリガン
- ライアン・クーパー: ボー・バーナム（中川慶一[4]）
- マディソン・マクフィー: アリソン・ブリー
- スタンリー・トーマス: クランシー・ブラウン
- スーザン・トーマス: ジェニファー・クーリッジ
- エリザベス・ウォーカー: コニー・ブリットン
- ゲイル: ラバーン・コックス
- ジェリー: アダム・ブロディ
- ジョー: マックス・グリーンフィールド
- ニール: クリストファー・ミンツ＝プラッセ
- ポール: サム・リチャードソン（英語版）
- ミセス・フィッシャー: モリー・シャノン
- ジョーダン: アルフレッド・モリーナ（クレジット無し）
- トッド: アンジェラ・チョウ
- アル・モンロー: クリス・ローウェル
- メイクアップビデオのチュートリアルのホスト: エメラルド・フェネル（クレジット無し）

## 製作
2019年1月31日、キャリー・マリガンの出演が決まったと報じられた。3月26日、本作の主要撮影が始まった。29日、ボー・バーナム、アリソン・ブリー、コニー・ブリットン、アダム・ブロディ、ジェニファー・クーリッジ、ラバーン・コックス、モリー・シャノン、マックス・グリーンフィールド、クリストファー・ミンツ＝プラッセ、サム・リチャードソンの起用が発表された。4月、アンジェラ・チョウとクランシー・ブラウンがキャスト入りした。12月20日、アンソニー・ウィリスが本作で使用される楽曲を手がけるとの報道があった。2020年4月3日、キャピトル・レコーズが本作のサウンドトラックを発売した。

## 公開・マーケティング
2019年2月13日、フォーカス・フィーチャーズが本作の全米配給権を獲得したと報じられた。12月12日、本作のオフィシャル・トレイラーが公開された。2020年1月25日、本作はサンダンス映画祭でプレミア上映された。10月10日、本作のオフィシャル・トレイラー第2弾が公開された。
当初、本作は2020年4月17日に全米公開される予定だったが、新型コロナウイルスの流行が拡大したことを受けて、公開スケジュールから引き上げられた。10月、本作の全米公開日が2020年12月25日に再設定された。

## 評価
本作は批評家から絶賛されている。映画批評集積サイトのRotten Tomatoesには48件のレビューがあり、批評家支持率は92%、平均点は10点満点で7.54点となっている。サイト側による批評家の見解の要約は「大胆不敵かつ啓発的な作品であり、その題材もタイムリーなものである。『プロミシング・ヤング・ウーマン』はエメラルド・フェネルにとって幸先の良い監督デビュー作となり、キャリー・マリガンにとってはキャリアのハイライトとなった」となっている。また、Metacriticには14件のレビューがあり、加重平均値は74/100となっている。なお、本作のCinemaScoreはBとなっている。